# Albert Roosevelt
Pour les articles homonymes, voir Roosevelt.
Cornelius Louis André Roosevelt, appelé Albert Roosevelt ou André Roosevelt selon les sources, né le 24 avril 1879 à Paris et mort  le 21 juillet 1962 à Port-au-Prince, est un joueur franco-américain de rugby à XV ayant fait partie de l’équipe française présente aux Jeux olympiques de 1900 et au Racing club de France au poste de troisième ligne aile.
Il est le fils de Cornelius Roosevelt (1847-1902), cousin du président américain Theodore Roosevelt, un des membres fondateurs du RCF et initiateur du prix Roosevelt (épreuve annuelle d'athlétisme sur 3 miles au bois de Boulogne).
Il est aussi cinéaste et directeur d’hôtel.

## Palmarès
- 2 sélections olympiques, les 14 et 28 octobre 1900
- Champion olympique en 1900
- Champion de France en 1900